# Seconda pratica
Seconda pratica (v italštině druhý způsob), někdy označovaná také jako stile moderno, byl neologismus vytvořený skladatelem Claudiem Monteverdim. 

## Historie
Termín „Seconda pratica“ se poprvé objevil v roce 1603 v knize Giovanniho Artusiho Seconda Parte dell'Artusi, overo Delle imperfettioni della moderna musica (Druhá část od Artusiho čili Nedokonalosti moderní hudby), kde je přičítán jistému Ottusu Accademicovi. V první části Artusiho z roku 1600 autor ostře kritizoval několik nepublikovaných Monteverdiho madrigalů.
Smyslem Monteverdiho označení bylo odlišit jeho způsob komponování hudby od staršího stylu, který praktikovali Giovanni Pierluigi da Palestrina a Gioseffo Zarlino, v barokní hudbě označovaný jako prima pratica. Druhý způsob podpořil větší svobodu komponování, než přísná pravidla disonance staršího způsobu.
Pojem stile moderno vytvořil Giulio Caccini ve své sbírce madrigalů "Le nuove musiche" z roku 1602, která zahrnovala množství monodií. Cacciniho novinka spočívala v tom, že hudební doprovod byl podřízen zhudebňovaným textům. Přesněji řečeno, Cacciniho styl vylučoval zdobení monodií, jak tomu bylo do té doby. To představovalo výchozí bod pro techniku basso continuo, další charakteristiku Cacciniho díla.